# Re-Volt
Re-Volt é um jogo de videogame de corrida de carros por controle remoto lançado pela Acclaim Entertainment em 1999. Foi lançado para  PlayStation, PC, Nintendo 64 e Sega Dreamcast. Em 2006 a empresa publicadora canadense Throwback Entertainment adquiriu a licença e os direitos de publicação para o Re-Volt e confirmou o desenvolvimento de uma próxima versão para o jogo. Logo em seguida, A Big Bit Ltd (uma companhia que consistia de alguns membros do desenvolvimento original do Re-Volt) lançou uma versão para iOS. Recentemente, a companhia Coreana WeGo Interactive adquiriu os direitos de Re-Volt e publicou a versão para Android, além do suposto "Re-Volt 2" para Android.

## Características do Jogo
O jogo é caracterizado por ter 28 carros (e alguns desbloqueáveis por cheat) de corrida e 14 pistas incluindo a stunt arena (Arena de Stunts) para se andar livremente. Os carros vem com 2 variantes de combustível: eléctrica e gasolina. A medida que bem como este, sua habilidade de direcção nesses lugares existem várias categorias para que eles corram contra outros carros com capacidades similares. Estas categorias são: Rookie, Amateur, Advanced, Semi-Pro e Pro. As pistas também se categorizam dependendo da sua dificuldade. São as categorias: Easy, Medium, Hard and Extreme; Respectivamente : Fácil, Médio, Difícil e Extremo; Alguns carros e pistas são desbloqueados a medida que se tem sucesso nos modos do jogo.

### Multiplayer
O modo multiplayer do Re-Volt consiste em 2 modos: "Single Race" e "Battle Tag". A Single Race agora, com o novo patch WolfR4 permite de 2 a 12 jogadores para uma corrida normal em pistas single-race. Battle Tag coloca os jogadores numa das quatro arenas especiais: Neighbourhood, Garden, Supermarket and Museum. Os jogadores devem encontrar e apanhar a estrela que está escondida em algum lugar do nível.Quando o jogador levar a estrela, o seu tempo começa a ser contado decrescentemente. Por vinda sem proximidade de o jogador com a estrela, outros jogadores podem roubar a estrela, assim iniciando o seu tempo e parando os outros jogadores. O jogador vence quando o seu tempo acabar.

## Patch Não-oficial 1.2
Em 2011, Huki e Jigerben, dois usuários da comunidade de Re-Volt, conseguiram a source code da versão cancelada para Xbox do Re-Volt, e com isso, resolveram lançar uma atualização para a versão de PC, com novas funções, melhorias no gráfico, e muito mais.